# Seiichi Sakiya
Seiichi Sakiya (jap. 崎谷 誠一 Sakiya Seiichi; ur. 1 grudnia 1950) – japoński piłkarz, reprezentant kraju.

## Kariera klubowa
Od 1969 do 1981 roku występował w klubie Nippon Steel.

## Kariera reprezentacyjna
W reprezentacji Japonii zadebiutował w 1971. W reprezentacji Japonii występował w latach 1971-1972. W sumie w reprezentacji wystąpił w 3 spotkaniach.

## Statystyki
| Reprezentacja Japonii | Reprezentacja Japonii | Reprezentacja Japonii |
| Rok                   | Mecze                 | Gole                  |
| --------------------- | --------------------- | --------------------- |
| 1971                  | 2                     | 0                     |
| 1972                  | 1                     | 0                     |
| Razem                 | 3                     | 0                     |